# Kaskajmy Małe
Kaskajmy Małe (deutsch Klein Köskeim) ist ein kleiner Ort in der polnischen Woiwodschaft Ermland-Masuren und gehört zur Gmina Korsze (Stadt- und Landgemeinde Korschen) im Powiat Kętrzyński (Kreis Rastenburg).

## Geographische Lage
Kaskajmy Małe liegt am Westufer der Zaine (polnisch Sajna) in der nördlichen Mitte der Woiwodschaft Ermland-Masuren. Bis zur Kreisstadt Kętrzyn (deutsch Rastenburg) sind es 21 Kilometer in südöstlicher Richtung.

## Geschichte
Das Vorwerk Klein Köskeim wurde als Gutsbezirk im Jahre 1874 in den neu errichteten Amtsbezirk Glaubitten (polnisch Głowbity) eingegliedert, der zum Kreis Rastenburg im Regierungsbezirk Königsberg in der preußischen Provinz Ostpreußen gehörte.
Am 26. März 1926 wurde die Umbenennung des Gutsbezirks Klein Köskeim in „Klein Schrankheim“ (polnisch Sajna Mała) – nun  mit den Wohnplätzen Klein Köskeim und Klein Schrankheim – vorgenommen, bevor am 30. September 1928 der Zusammenschluss der Gutsbezirke Klein Schrankheim und Wormen (polnisch Studzieniec) mit Groß Schrankheim (polnisch Sajna Wielka) zur neuen Landgemeinde Schrankheim erfolgte.
In Kriegsfolge kam Klein Köskeim 1945 mit dem gesamten südlichen Ostpreußen zu Polen und erhielt die polnische Namensform „Kaskajmy Małe“. Als Weiler (polnisch Przysiółek) zu Sajna Wielka (Groß Schrankheim) ist es heute eine Ortschaft innerhalb der Stadt- und Landgemeinde Korsze (Korschen) im Powiat Kętrzyński (Kreis Rastenburg), bis 1998 der Woiwodschaft Olsztyn, seither der Woiwodschaft Ermland-Masuren zugeordnet.

## Kirche
Bis 1945 war Klein Köskeim in die evangelische Kirche Leunenburg (polnisch Sątoczno) in der Kirchenprovinz Ostpreußen der Kirche der Altpreußischen Union sowie in die katholische Kirche Sturmhübel (polnisch Grzęda) im Bistum Ermland eingepfarrt.
Heute gehört Kaskajmy Małe zur katholischen Pfarrei Sątoczno (Leunenburg) im jetzigen Erzbistum Ermland und zur evangelischen Pfarrei Kętrzyn (Rastenburg) mit den Filialkirchen Barciany (Barten) und Bartoszyce (Bartenstein) in der Diözese Masuren der Evangelisch-Augsburgischen Kirche in Polen.

## Verkehr
Kaskajmy Małe ist auf einem Landweg von Sajna Mała (Klein Schrasnkheim)  aus zu erreichen. Eine Anbindung an den Bahnverkehr besteht nicht.